# El Lago
El Lago – miasto w Stanach Zjednoczonych, w stanie Teksas, w hrabstwie Harris.